# Erling Skjalgsson
Erling Skjalgsson (født ca. 975, død 21. december 1028 ved Bokn) var en høvding (herse) i Sola det sydvestlige Norge og blandt sin tids mægtigste mænd. Han var svoger til Olav Tryggvason og først allieret med, men senere dræbt af Olav den Hellige. Erlings gård lå ved det, der nu er Sola Ruinkirke.
Erling anses som tidens fremmeste forkæmper for den traditionelle norske, decentraliserede opbygning med små uafhængige kongedømmer og et tingsystem. Mod dette stod først og fremmest Olav den Hellige, som kæmpede for et centraliseret norsk kongedømme.
Snorre Sturlasson skriver i Olav Tryggvasons saga i Heimskringla, at Erling Skjalgsson havde mange og store venner og var mægtig og venlig. Han havde altid halvfems frie mænd eller flere hos sig, og i møde med jarlerne havde han to hundrede mand eller flere med sig. Han ejede et stort hærskib med 32 rum, som tog mindst to hundrede mand.

## Slægt og familie
Erlings baggrund er kun lidet kendt. Hans far var Torolv Skjalg Ogmundsson, mens morens navn er ukendt. Han var svoger til Olav Tryggvason, morbror til Asbjørn Selsbane (som på modsat side var brorsøn af Tore Hund) og mormors far til kong Olav Kyrre.
Efter at Olav Tryggvason var blevet konge i Norge, fandt han det nødvendigt at alliere sig med Erling. Derfor giftede Olav sin søster Astrid Tryggvesdatter (som lod sig overtale på trods af stærk modvilje) væk til Erling. Først lod Erling sig døbe og holdt derefter brylluppet i 996, hvor festen blev besøgt af en stor mængde mennesker, deriblandt kong Olav, Astrids bror. Efter brylluppet gav Olav jarltitlen til Erling og overdrog ham alt land mellem Sognefjorden og Lindesnes til forvaltning.
Sammen fik Erling og Astrid 7 børn inden for en forholdsvis kort årrække:
1. Ragnhild Erlingsdatter (992 – ukendt), gift med Torberg Arnesson
2. Aslak Erlingsson (997 – 1028), gift med Sigrid Sveinsdatter, datter af Svein jarl
3. Skjalg Erlingsson (999 – 10. august 1062)
4. Sigurd Erlingsson (1001 – ukendt)
5. Lodin Erlingsson (1003 – ukendt)
6. Tore Erlingsson (1003 – ukendt)
7. Gertrud Erlingsdatter (1006 – ukendt)

## Opgør med Olav den Hellige
Efter at Olav Tryggvason var faldet i Slaget ved Svold i år 1000, forsøgte Erling at holde sig på god fod med den nye konge, Olav den Hellige (norsk konge 1015 – 1030). Men alligevel blev forholdet konfliktfyldt, og efter en række skærmydsler kom det til et endeligt opgør mellem de to i 1022 . Erling rejste til England for at få Knud den Stores opbakning mod Olav. Efteråret 1022 kom Erling tilbage til Norge og rejste en hær for at gå imod Olav, og det kom til slag i Soknasundet. Men lykken var ikke med Erling. Hans skib blev ryddet, og tilbage stod til sidst kun Erling selv. Olav ville tage ham til nåde, men pludselig sprang Aslak Fitjaskalle, én af kongens mænd, frem og kløvede Erlings hoved med en økse. Ifølge Snorre skulle Olav da have udbrudt: ’’«Tåbe! Nu huggede du Norge ud af min hånd»’’. Han sigtede dermed på, hvor vigtig han fandt Erling som forbundsfælle, således at hans drab ville komme til at koste ham tronen. Hvilket skulle komme til at passe, da Erlings allierede, med opbakning af Knud den Store, efter Erlings død drev Olav fra riget og til sidst dræbte ham ved Slaget ved Stiklestad i 1030.

## Eftermæle
En præst ved navn Alfgeir rejste et stenkors til minde om Erling Skjalgsson. På det står følgende: 
ALFKAIR BRISTR RAISTI STAIN ÞINA AFT ARLIK TROTIN SIN IS AIN UAS UR ARNI UILTR IS HAN BARIÞISK UIÞ OLAIF.
Alfgeir præst rejste denne sten efter Erling, sin herre, som ensomt blev sviget af aren, da han sloges med Olav.
Korset anses som Norges ældste landshistoriske monument, og stod i middelalderen ved indfaldsvejen fra Jæren til Stavanger ved Breiavannet. I dag er korset flyttet til vestibulen i Stavanger Museum. En kopi er rejst i Solakrossen på en bakke bag Sola kulturhus.